# Paix d'Acilisène

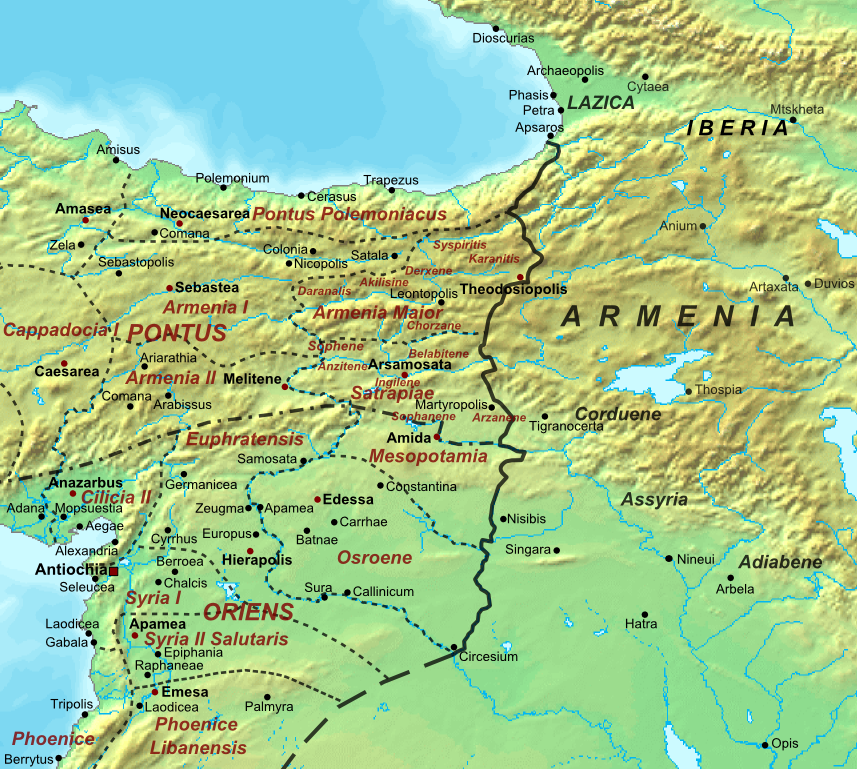
La division de l'Arménie après la paix d'Acilisène.

La paix d'Acilisene était un traité entre l'Empire romain d'occident et l'Empire Sassanide entre 384 et 390 (généralement daté de 387) qui divisait la Grande Arménie entre ces deux empires. La Perse a reçu la plus grande part. Par ce traité, l'Empire byzantin / Empire romain d'occident a également finalement admis la perte du Royaume d'Ibérie à l'Iran sassanide. À partir de ce moment, l'influence iranienne a de nouveau augmenté en Géorgie orientale, et le zoroastrisme semble être devenu  la deuxième religion pratiquée aux côtés du christianisme. 

## Voir également
- Arménie romaine
- Arménie perse

## Sources
- Lang, David Marshall. Arménie: berceau de la civilisation . Boston: George Allen et Unwin, 1970. p.   163